# 高鰭雙線䲁
高鰭雙線䲁（學名：Enneapterygius altipinnis），為輻鰭魚綱䲁形目三鰭䲁科雙線䲁屬的一個種，分布於西印度洋紅海海域，深度2至3公尺，本魚體延長，呈圓柱狀，頭部、胸部和胸鰭基部裸露，頸背有鱗片，腹部裸露，但鱗片延伸至背鰭和臀鰭基部，尾鰭基部有一排鱗片，第二背鰭後部有白色至淡黃色帶紋，背鰭3個，成年雄魚第一背鰭高於第二背鰭，雌魚和幼魚第一背鰭與第二背鰭等高或略高，背鰭硬棘16枚、背鰭軟條8-10枚、臀鰭硬棘1枚、臀鰭軟條15-18枚，體長可達2公分，棲息在水淺的礁石區，以小型無脊椎動物為食，雌魚產附著性卵在藻類築的巢，雄魚會守護卵，幼魚為浮游性，生活習性不明。